# Saint-Mury-Monteymond
Saint-Mury-Monteymond est une commune française située dans le département de l'Isère en région Auvergne-Rhône-Alpes.
Positionnée sur les pentes occidentales de la chaîne du massif de Belledonne, la commune qui compte 350 habitants qui vivent sur une superficie de 11 km2 et à une moyenne d'altitude de 700 m est rattachée à la communauté de communes Le Grésivaudan.

## Géographie

### Situation et description
La commune de Saint-Mury-Monteymond est située en France, sur le balcon de la chaîne de Belledonne, en position dominante sur la vallée du Vorz et du Grésivaudan, vallée latérale en rive gauche de la vallée du Grésivaudan. Elle héberge la forêt communale de Saint-Mury-Monteymond, ONF F19974 et le Mont Saint Mury, d'une altitude de 2 038 m.

### Géologie

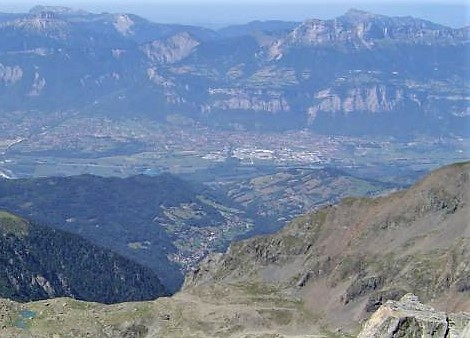
Vue générale depuis la Croix de Belledonne. Le bourg est situé au centre, sur le Balcon de Belledonne. Au fond, la vallée du Grésivaudan.

### Communes limitrophes
|                    |                       | Sainte-Agnès |
|                    | Saint-Mury-Monteymond |              |
| La Combe-de-Lancey |                       |              |

La commune de Villard-Bonnot est très voisine mais non limitrophe.

### Limite communale

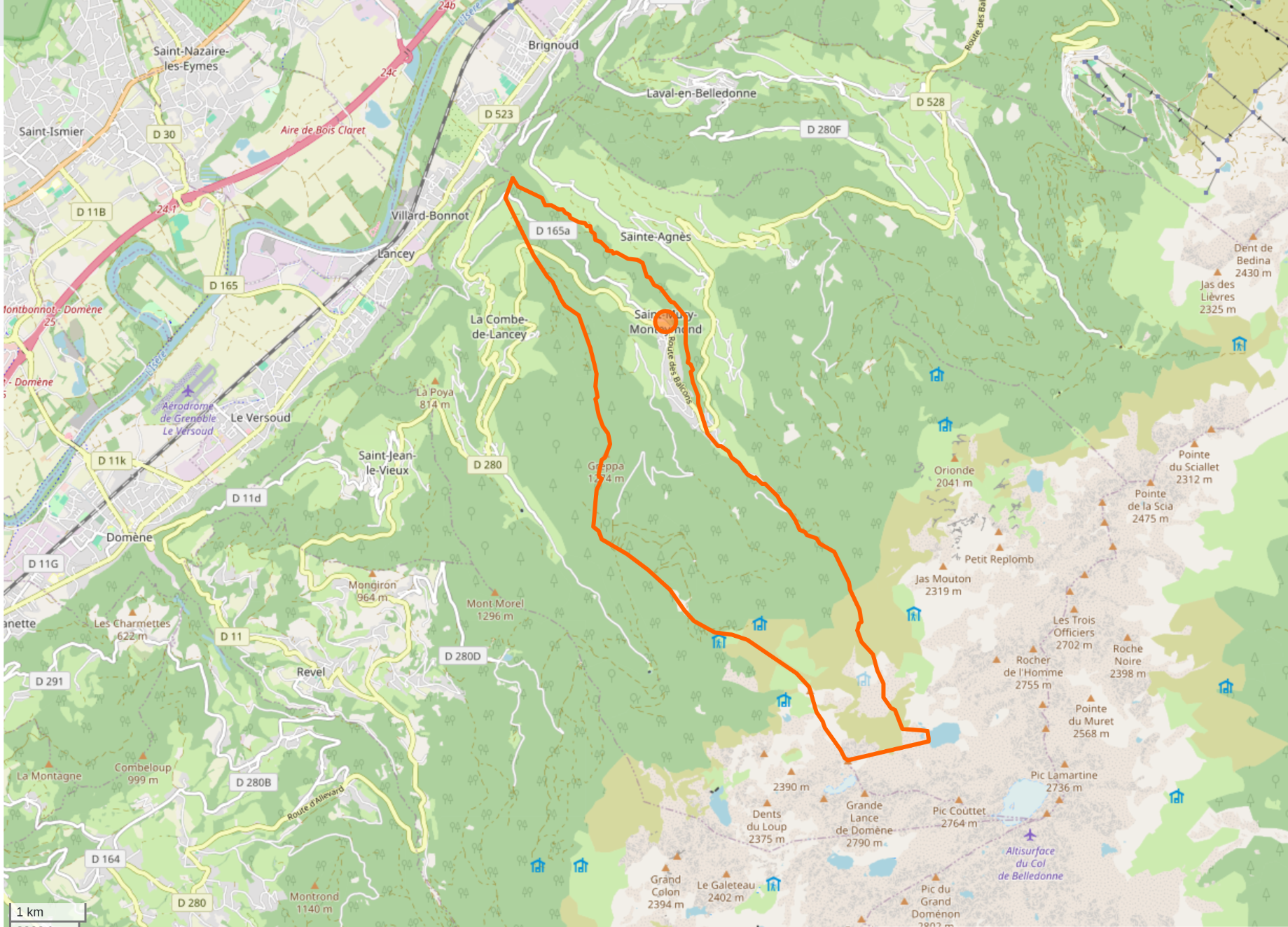

### Climat
Pour des articles plus généraux, voir Climat d'Auvergne-Rhône-Alpes et Climat de l'Isère.
En 2010, le climat de la commune est de type climat de montagne, selon une étude du Centre national de la recherche scientifique s'appuyant sur une série de données couvrant la période 1971-2000. En 2020, Météo-France publie une typologie des climats de la France métropolitaine dans laquelle la commune est exposée à un climat de montagne ou de marges de montagne et est dans la région climatique  Alpes du nord, caractérisée par une pluviométrie annuelle de 1 200 à 1 500 mm, irrégulièrement répartie en été.
Pour la période 1971-2000, la température annuelle moyenne est de 9,3 °C, avec une amplitude thermique annuelle de 18,3 °C. Le cumul annuel moyen de précipitations est de 1 446 mm, avec 10,5 jours de précipitations en janvier et 8,3 jours en juillet. Pour la période 1991-2020, la température moyenne annuelle observée sur la station météorologique de Météo-France la plus proche, « Grenoble - Lvd », sur la commune du Versoud à 5 km à vol d'oiseau, est de 12,6 °C et le cumul annuel moyen de précipitations est de 981,1 mm,. Pour l'avenir, les paramètres climatiques de la commune estimés pour 2050 selon différents scénarios d'émission de gaz à effet de serre sont consultables sur un site dédié publié par Météo-France en novembre 2022.

## Urbanisme

### Typologie
Au 1er janvier 2024, Saint-Mury-Monteymond est catégorisée commune rurale à habitat dispersé, selon la nouvelle grille communale de densité à sept niveaux définie par l'Insee en 2022.
Elle est située hors unité urbaine. Par ailleurs la commune fait partie de l'aire d'attraction de Grenoble, dont elle est une commune de la couronne,. Cette aire, qui regroupe 204 communes, est catégorisée dans les aires de 700 000 habitants ou plus (hors Paris),.

### Occupation des sols
L'occupation des sols de la commune, telle qu'elle ressort de la base de données européenne d’occupation biophysique des sols Corine Land Cover (CLC), est marquée par l'importance des forêts et milieux semi-naturels (90,7 % en 2018), une proportion identique à celle de 1990 (90,7 %). La répartition détaillée en 2018 est la suivante : 
forêts (70,6 %), milieux à végétation arbustive et/ou herbacée (12,2 %), espaces ouverts, sans ou avec peu de végétation (7,9 %), prairies (6,9 %), zones urbanisées (2,4 %). L'évolution de l’occupation des sols de la commune et de ses infrastructures peut être observée sur les différentes représentations cartographiques du territoire : la carte de Cassini (XVIIIe siècle), la carte d'état-major (1820-1866) et les cartes ou photos aériennes de l'IGN pour la période actuelle (1950 à aujourd'hui).

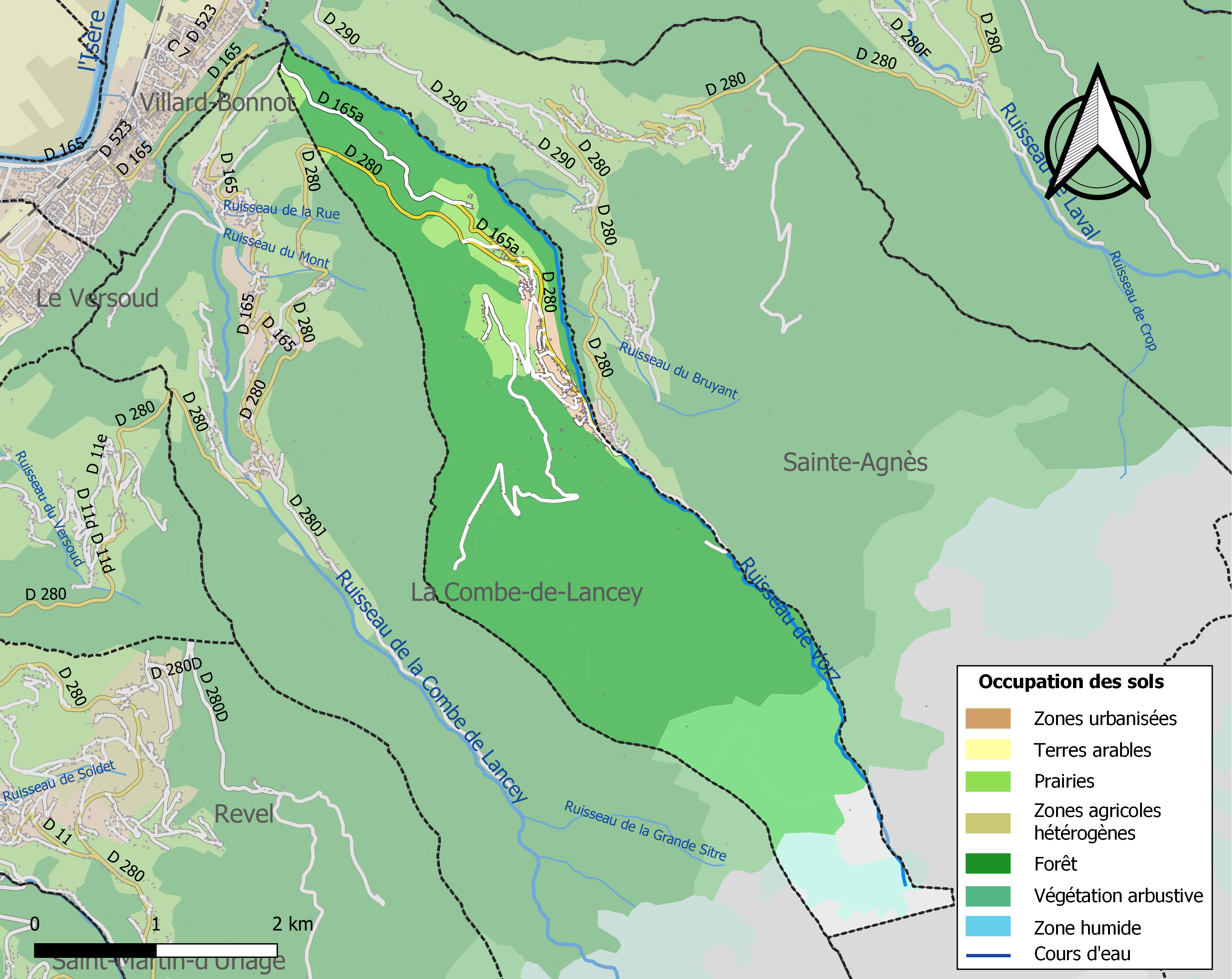
Carte des infrastructures et de l'occupation des sols de la commune en 2018 (CLC).

### Risques naturels et technologiques

#### Risques sismiques
L'ensemble du territoire de la commune de Saint-Mury-Monteymond  est situé en zone de sismicité no 4 (sur une échelle de 1 à 5), comme la plupart des communes de son secteur géographique, mais en limite de la zone no 3.
| Type de zone | Niveau            | Définitions (bâtiment à risque normal) |
| ------------ | ----------------- | -------------------------------------- |
| Zone 4       | Sismicité moyenne | accélération = 1,6 m/s2                |

## Toponymie
Le toponyme latin de Saint-Mury-Monteymond est Sancti Mauritii Montis Aymonis.
Les habitants de Saint-Mury sont surnommés les Chamois depuis une ancienne loi leur autorisant seuls la chasse au chamois[réf. nécessaire].

## Histoire

### Moyen Âge
Durant la période médiévale, Saint-Mury-Monteymond est le fief de la famille Ainard.

### Époque contemporaine
En 1882, Aristide Bergès réussit à passer une turbine à 1200 ch avec une chute de 480 m2 à La Gorge, limitrophe des communes de Sainte-Agnès et de Saint-Mury-Monteymond, situé au pied du Grand pic de Belledonne. En raison du fort dénivelé le reliant au Lac Blanc, où coule le torrent du Vors, y furent installées les premières conduites forcées.
Ayant bénéficié des travaux d'Aristide Bergès, Saint-Mury-Monteymond, fut le premier village de France à avoir été éclairé par la lumière électrique[réf. nécessaire].
Les mines d'anthracite de Saint-Mury, exploitées jusqu'en 1962, avaient été données en concession  en 1923 aux papeteries de France (auparavant Papeteries de Lancey).

## Politique et administration

### Liste des maires
| Période                                  | Période  | Identité      | Étiquette | Qualité          |
| ---------------------------------------- | -------- | ------------- | --------- | ---------------- |
| 2001                                     | 2008     | Éliane Coche  | SE        | maire            |
| 2008                                     | En cours | Isabelle Curt | SE        | Employée - Maire |
| Les données manquantes sont à compléter. |          |               |           |                  |

### Jumelages
La commune n'est jumelée avec aucune autre commune.

## Population et société

### Démographie
L'évolution du nombre d'habitants est connue à travers les recensements de la population effectués dans la commune depuis 1793. Pour les communes de moins de 10 000 habitants, une enquête de recensement portant sur toute la population est réalisée tous les cinq ans, les populations de référence des années intermédiaires étant quant à elles estimées par interpolation ou extrapolation. Pour la commune, le premier recensement exhaustif entrant dans le cadre du nouveau dispositif a été réalisé en 2007.

En 2022, la commune comptait 335 habitants, en évolution de +3,08 % par rapport à 2016 (Isère : +3,07 %, France hors Mayotte : +2,11 %).
| 1793 | 1800 | 1806 | 1821 | 1831 | 1836 | 1841 | 1846 | 1851 |
| ---- | ---- | ---- | ---- | ---- | ---- | ---- | ---- | ---- |
| 375  | 254  | 260  | 309  | 402  | 398  | 442  | 451  | 417  |

| 1856 | 1861 | 1866 | 1872 | 1876 | 1881 | 1886 | 1891 | 1896 |
| ---- | ---- | ---- | ---- | ---- | ---- | ---- | ---- | ---- |
| 409  | 402  | 398  | 348  | 396  | 346  | 355  | 326  | 302  |

| 1901 | 1906 | 1911 | 1921 | 1926 | 1931 | 1936 | 1946 | 1954 |
| ---- | ---- | ---- | ---- | ---- | ---- | ---- | ---- | ---- |
| 297  | 297  | 264  | 263  | 210  | 210  | 193  | 211  | 225  |

| 1962 | 1968 | 1975 | 1982 | 1990 | 1999 | 2006 | 2007 | 2012 |
| ---- | ---- | ---- | ---- | ---- | ---- | ---- | ---- | ---- |
| 247  | 150  | 150  | 193  | 259  | 314  | 339  | 343  | 342  |

| 2017 | 2022 | - | - | - | - | - | - | - |
| ---- | ---- | - | - | - | - | - | - | - |
| 320  | 335  | - | - | - | - | - | - | - |

### Enseignement
La commune est rattachée à l'académie de Grenoble.

### Médias
Historiquement, le quotidien à grand tirage Le Dauphiné libéré consacre, chaque jour, y compris le dimanche, dans son édition du Grésivaudan, un ou plusieurs articles à l'actualité de la communauté de communes, ainsi que des informations sur les éventuelles manifestations locales, les travaux routiers, et autres événements divers à caractère local.

### Cultes
La communauté catholique et l'église paroissiale (propriété de la commune) dépendent de la paroisse La Croix de Belledonne, elle-même rattachée au diocèse de Grenoble.

## Culture et patrimoine

### Patrimoine religieux
- L'église Saint-Maurice du XIXe siècle[1],[25].

### Patrimoine civil
- La salle des fêtes.
- L'ancien moulin.

### Héraldique
|  | Saint-Mury-Monteymond possède des armoiries dont l'origine et le blasonnement exact ne sont pas disponibles. |